# Doogie White
Doogie White (Motherwell, 7 de marzo de 1960) es un cantante escocés, especialmente conocido por haber sido vocalista de las bandas Yngwie Malmsteen y Rainbow. También ha colaborado con otras bandas menos reconocidas como Sack Trick, Midnight Blue, Praying Mantis y Cornerstone. Del mismo modo participó en la grabación de algunos temas en la opera rock Nostradamus, de Nikolo Kotzev, y con la banda Rata Blanca del guitarrista argentino Walter Giardino. Actualmente colabora con frecuencia con las bandas Michael Schenker Group, Alcatrazz, Stardust Reverie, La Paz y Tank.

## Carrera
Doogie formó el grupo La Paz en 1984, tocando por toda Escocia por un periodo de cuatro años, antes de unirse en 1988 a Midnight Blue. 
Tras esta experiencia, viajó a Japón para realizar un tour con la banda enmarcada en el movimiento NWOBHM, Praying Mantis.
Luego audicionó para las bandas Pink Cream 69 y Iron Maiden, perdiendo en esta última frente a Blaze Bayley. Sin embargo, la oportunidad de su carrera llegó en 1994 cuando fue contratado por Ritchie Blackmore para formar parte de Rainbow, para el disco Stranger in Us All.
A partir de ese momento ha llevado a cabo varias contribuciones, especialmente en discos tributo a otras bandas, como el caso de Snakebites, tributo a Whitesnake, Another Hair of the Dog, tributo a Nazareth y 666-Number of the Beast, tributo a Iron Maiden, además de una breve estadía en la agrupación del virtuoso guitarrista sueco Yngwie Malmsteen, a principios de la década del 2000.
En el 2009 fue convocado por Walter Giardino, guitarrista de la banda de heavy metal argentina Rata Blanca, para formar parte de la grabación en inglés de su último álbum, El reino olvidado, el cual vio la luz como The Forgotten Kingdom, destinado para el mercado europeo y norteamericano. También hicieron una gira por Argentina a sala llena, con temas de Giardino y Rainbow conformando el show.
En mayo del 2014 entró a formar parte del supergrupo creado por Graham Bonnet, Stardust Reverie Project.

### Actualidad
En 2018 se presentó en Argentina para realizar su primera gira solista: Doogie White White Noise (Chapter Argentina), formando su agrupación con los músicos locales German Catelli en guitarra, Julián Acuña en el bajo, Andrés Bambona en teclados y Cristian Cuppari en batería. La banda brindó cuatro espectáculos, un acústico y una conferencia de prensa entre los días 23 y 27 de mayo.

## Discografía
- La Paz: Old Habits Die Hard / 1985
- La Paz: The Amy Tapes / 1988
- Midnight Blue: Take the Money and Run / 1994 /
- Ritchie Blackmore's Rainbow: Stranger in Us All / 1995 /
- Chain: Eros of Love and Destruction / 1997 /
- Cornerstone: Arrival / 2000 /
- Yngwie Malmsteen: Attack!! / 2002 / Steamhammer
- Cornerstone: Human Stain / 2002 / Massacre Records
- Cornerstone: Once Upon Our Yesterdays / 2003 / Massacre Records
- Gary Hughes: Once and Future King Part II / 2003 / Frontiers Records
- Takayoshi Ohmura: Nowhere to Go / 2004 / Yamaha Music, Japan
- Liesegang / White: Visual Surveillance of Extremities / 2005 / Escape Music
- Yngwie Malmsteen: Unleash the Fury / 2005 / Universal
- Cornerstone: In Concert (2 CD) / 2005 / Massacre Records
- Cornerstone: Two Tales of One Tomorrow / 2007 / Massacre Records
- Empire: Chasing Shadows / 2007 / Metal Heaven
- Rata Blanca: The Forgotten Kingdom / 2009 / Tocka Discos
- Demon's Eye: The Stranger Within - 2011
- La Paz: Granite / 2012
- Tank: War Machine 2012
- La Paz: The Dark and the Light / 2013
- Demon's Eye: Under the Neon - 2015
- La Paz: Shut Up And Rawk / 2016
- John Steel & Doogie White: Everything or nothing / 2017